# Christian Xeller
Johann Christian Xeller (né le 18 août 1784 à Biberach an der Riß, mort le 23 juin 1872 à Berlin) est un peintre prussien.

## Biographie
Christian Xeller était le fils d'un tanneur et travaille dans le commerce de son père jusqu'à l'âge de 18 ans. Cependant, suivant son penchant pour la peinture, il tourna le dos à ce gagne-pain et va à l'académie des beaux-arts de Düsseldorf de 1804 à 1806. La connaissance de Peter von Cornelius, avec qui Xeller avait une amitié de longue date, allait montrer la voie. Bénéficiant d'une bourse de voyage, il accompagne son ami à Rome à l'automne 1811, où il est accepté dans la Lukasbund et se convertit à la foi catholique en 1812. Mais quand il n'a plus d'argent, il revient en Allemagne début 1813. Au cours des quatre années suivantes, il séjourne successivement à Biberach, Munich, Nuremberg, Francfort et Aschaffenburg avant de s'installer à Heidelberg en 1817 pendant plusieurs années.
À Heidelberg, Xeller restaure des peintures pour les frères Boisserée, dont il dessine et grave également des œuvres dans la collection. Il est aussi portraitiste et donne des cours. L'environnement et l'échange avec des artistes locaux inspirent Xeller pour ses dessins de paysage. Certains d'entre eux sont créés lors d'un voyage sur le Rhin avec des amis à l'automne 1818.
Dans son travail artistique, Christian Xeller s'éloigne de plus en plus des représentations de paysages et des images religieuses et historiques des temps anciens et se limite de plus en plus à la représentation et à la copie de maîtres anciens. Cette évolution l'a peut-être incité à accepter une invitation à Berlin en 1825 pour restaurer des peintures pour la Gemäldegalerie de Berlin sous la direction de Jakob Schlesinger. En octobre 1830, il obtient un emploi permanent. Après la mort de Schlesinger en 1855, il est chargé des travaux de restauration, et en 1857, il reçoit le titre de professeur.
À 80 ans, Xeller fait un mariage avec Wilhelmine Ponath, la fille âgée de 56 ans de sa logeuse de longue date.